# Marek Štilec
Marek Štilec (* 1985 Praha) je český dirigent. Je zakladatelem a vedoucím komorního orchestru Quattro a vedoucím orchestru Wranitzky Kapelle.

## Život
Je synem hudebního producenta, pedagoga a muzikologa Jiřího Štilce a hudební skladatelky Sylvie Bodorové. Na housle začal hrát ve čtyřech letech. Na Pražské konzervatoři vystudoval ve třídě Dany Vlachové hru na housle. Soukromě studoval dirigování u Leoše Svárovského. Poté studoval na HAMU. Absolvoval řadu mistrovských kurzů, mj. u Jorma Panuly, Colina Metterse, Jac van Steena, Gerda Albrechta, Achima Holuba, Vladimíra Kiradjeva a Leonida Grina.
V 18 letech založil komorní orchestr Quattro. Spolupracoval například se Symfonickým orchestrem Českého rozhlasu a Pražskou komorní filharmonií. V listopadu 2014 vystoupil spolu s Vanessou Mae a José Carrerasem.
Je držitelem řady mezinárodních ocenění za nahrávky z tvorby Zdeňka Fibicha pro společnost Naxos /2 x „Nahrávka týdne“ („Album of the week“) pro stanici WQXR v New Yorku, Nahrávka roku („Recording of the Year“) 2013 a 2014 pro MusicWeb International, „Projekt roku 2013“ pro časopis Hudební rozhledy 2x tip Harmonie.
Spolupracuje s řadou významných orchestrů: New World Symphony, Ulster Orchestra, Wiener Concert-Verein Orchester, Das Kurpfälzische Kammerorchester Mannheim, London Classical Soloists, The Orchestra of the Swan, Berlin Camerata,  Kammerphilharmonie Graz , National Orchestra of Moldova a Pärnu City Orchestra (Estonsko). Z českých: Český národní symfonický orchestr, Janáčkova filharmonie Ostrava, Moravská filharmonie Olomouc, Symfonický orchestr Českého rozhlasu, Orchestr hl. m. Prahy FOK , Pražský komorní orchestr, Komorní filharmonie Pardubice, Pražská komorní filharmonie, Filharmonie Bohuslava Martinů Zlín, Komorní filharmonie České Budějovice, Plzeňská filharmonie, Filharmonie Hradec Králové. Je hostem nejvýznamnějších festivalů jako např. Smetanova Litomyšl, Pražské jaro, Janáčkův máj, Pražský festival melodramů, Mezinárodní televizní festival Zlatá Praha, Hudba tisíců – Mahler Jihlava. Spolupracoval se sólisty a ansámbly jako jsou Gabriela Beňačková, Thomas Hampson, Petr Nekoranec, Jiří Rajniš, Štefan Margita, Ivan Kusnjer, Andrea Kalivodová, Guido Segers, Kateřina Englichová, Jitka Čechová, Martin Kasík, Jiří Bárta, María Isabel Siewers, Irvin Venyš, Boni pueri a další. V 17 letech založil komorní orchestr Quattro, jehož je dirigentem a uměleckým vedoucím. V březnu 2010 absolvoval studijní pobyt u San Francisco Symphony a jeho šéfdirigenta Michaela Tilsona Thomase a znovu navštívil tohoto dirigenta a New World Symphony v lednu 2014. Od února 2012 nahrál společně s Českým národním symfonickým orchestrem a Janáčkovou filharmonií Ostrava kompletní orchestrální dílo Zdeňka Fibicha (5 vydaných CD) a s Komorní filharmonií Pardubice symfonie představitele mannheimské školy Franze Ignaze Becka (2 vydané CD) a kompaktní disky s tvorbou Leopolda Koželuha a Pavla Vranického pro společnost Naxos. Pro stejnou firmu připravuje rozsáhlý projekt z děl českých skladatelů působících v osmnáctém století ve Vídni "Češi ve Vídni" (15 – 20 CD). 

## Diskografie
- Quattro plays Quattro (2008), /Bern concerto, Concerto dei fiori/, ArcoDiva UP 0100
- JA RA LAJ - Štefan Margita (2009), /JA RA LAJ - Suite on folk motives and texts - 27 Slovak, Balkan and Roma songs/, ArcoDiva UP 0110
- Carmina lucemburgiana (2009), /Carmina lucemburgiana for Strings "To the memory of John the Blind"/, ArcoDiva UP 0113
- Beck Franz Ignaz - Symphonies, Op. 4 and Op. 3 (2014), /Czech Chamber Philharmonic Orchestra Pardubice/, Naxos 8.573248
- Beck Franz Ignaz - Symphonies, Op. 4 (2014), /Czech Chamber Philharmonic Orchestra Pardubice/, Naxos 8.573249
- Fibich Zdeněk - Orchestral Works 1 (2013), /Czech National Symphony Orchestra/, Naxos 8.572985
- Fibich Zdeněk - Orchestral Works 2 (2013), /Czech National Symphony Orchestra/, Naxos 8.573157
- Fibich Zdeněk - Orchestral Works 3 (2014), /Czech National Symphony Orchestra/, Naxos 8.573197
- Fibich Zdeněk - Orchestral Works 4 (2013), /Czech National Symphony Orchestra/, Naxos 8.573310
- Smetana Bedřich - My Country (2015), /Hradec Králové Philharmonic Orchestra/, ArcoDiva UP 0180
- Boni pueri - From the Heart of Europe (2017), /Boni pueri, Czech Chamber Philharmonic Orchestra Pardubice/, UP 0179
- Guido Segers Masters of Baroque (2017), /Czech Chamber Philharmonic Orchestra Pardubice/, ArcoDiva UP 0185
- Soňa Červená - portrait - Kafkas Träume by Sylvie Bodorová(2017), /Quattro Orchestra/, CR 0921
- Jan Vičar - Way to the Sun (2017), /Moravian Philharmonic Orchestra/, UP 0187
- Koželuch Leopold - Symphonies 1 (2017), /Czech Chamber Philharmonic Orchestra Pardubice/, Naxos 8.573627
- Koželuch Leopold - Cantata for the Coronation of Leopold II, "Hail to the Monarch"  (2018), /Vylíčilová, Kořínek, Moravec, Martinů Voices, Prague Symphony, Štilec/, Naxos 8.573787
- Koželuch Leopold - Symphonies 2 (2018), /Czech Chamber Philharmonic Orchestra Pardubice/, Naxos 8.573872
- Koželuch Leopold - Joseph der Menschheit Segen (2019), /Simona Eisinger, Boni pueri, Czech Chamber Philharmonic Orchestra Pardubice, /, Naxos 8.573929
- Yost Michel - Klarinettenkonzerte (2019), /Susanne Heilig, Chamber Orchestra Mannheim/, CPO 555191
- Beethoven Ludwig van - Romance cantabile, Violin Concerto in C major (2019), /Jakub Junek, Johanna Haniková,Czech Chamber Philharmonic Orchestra Pardubice/, Naxos 9.70288
- Koželuch Leopold - Symphonies 3 (2019), /Czech Chamber Philharmonic Orchestra Pardubice/, Naxos 8.574047
- Fibich Zdeněk - Orchestral Works 5 (2020), /Janáček Philharmonic Ostrava/, Naxos 8.574120
- Novák Vítězslav - Orchestral Works 1 / South Bohemian Suite, Toman and the Wood Nymph (2020), / Moravian Philharmonic Orchestra/, Naxos 8.574226
- Wranitzky Paul - Orchestral Works 1 / Overtures, Symphony in C major, Symphony in B flat major (2021), / Czech Chamber Philharmonic Orchestra Pardubice/, Naxos 8.574227
- Wranitzky Paul - Orchestral Works 2 / Overture Der Schreiner, Symphony in D minor " La Tempesta", Symphony in A major, Op.16 , Symphony in F major, Op. 33/ (2021), / Czech Chamber Philharmonic Orchestra Pardubice/, Naxos 8.574255
- Wranitzky Paul - Orchestral Works 3 / Overture Mitegefühl, Symphony in D major, Op.25 Overture Gute Mutter, Symphony in C major, Op.33 No 2, (2021), / Czech Chamber Philharmonic Orchestra Pardubice/, Naxos 8.574289
- Wranitzky Paul - Works for Oboe / Concerto for Oboe and Orchestra, Divertimenti, Sinfonia concertante for Flute and Oboe (2021)/, Vilém Veverka - Oboe, Sylvie Schelinegrová - flute, Wranitzky Kapelle/, ArcoDiva UP 0235
- Wranitzky Paul - Orchestral Works 4 / Das Waldmädchen, Pastorale and Allemande, (2022), / Czech Chamber Philharmonic Orchestra Pardubice/, Naxos 8.574290
- Mozart and Haydn, Piano Concertos / Mozart Piano Concerto in B flat major, KV 595, Haydn Piano Concerto in D major, Hob. XVIII:11, (2022), / Sinfonietta Bratislava, Czech Ensemble Baroque/, ArcoDiva UP 0220
- Foerster Josef Bohuslav - Festive Overture, Symphony No 1, From Shakespeare (2022), / Janáček Philharmonic Orchestra Ostrava/, Naxos 8.574336
- Wranitzky Paul - Orchestral Works 5 / Das listige Bauernmädchen, Vorstellungen, Quodlibet, (2023), / Czech Chamber Philharmonic Orchestra Pardubice/, Naxos 8.574399
- Grill Stanley - Ahimsa (2023), / Czech Chamber Philharmonic Orchestra Pardubice/, ASCAP 572328152
- Novák Vítězslav  Vol 2 - Moravian-Slovak Suite, Two Wallachian Dances, De profundis, Op. 67 (2023), / Janáček Philharmonic Orchestra Ostrava/, Naxos 8.574369
- Wranitzky Paul - Orchestral Works 6 / Die Spanier in Peru, Jolanta, Achmet und Zenide, (2023), / Czech Chamber Philharmonic Orchestra Pardubice/, Naxos 8.574454
- Strauss Eduard -  A Centenary Celebration/  Glühlichter, Pegasus, Widmungsblätter etc. (2024), / Czech Chamber Philharmonic Orchestra Pardubice/, Naxos 8.225382
- Fučík Julius -  Dances and Marches/ (2024), / Czech Chamber Philharmonic Orchestra Pardubice/, Naxos 8.225381
- Wranitzky Paul - Orchestral Works 7 / Symphony in D major "Con musica turca", Symphony in C major, Merkur, der Heiratsstifter, Die Rache (2024), / Czech Chamber Philharmonic Orchestra Pardubice/, Naxos 8.574562
- Wranitzky Paul - Violin Concertos / Concerto for Violin and Orchestra in F major, G major and C major, Poco Adagio from Symphony in C, P 9  (2024), / Lina Tur Bonet- violin, Wranitzky Kapelle, Marek Štilec - conductor/, ArcoDiva UP 0257